# كوني جونسون
كوني جونسون (بالإنجليزية: Connie Johnson)‏ هو لاعب كرة قاعدة أمريكي، ولد في 27 ديسمبر 1922 في ستون ماونتن في الولايات المتحدة، وتوفي في 28 ديسمبر 2004 في كانساس سيتي في الولايات المتحدة.

## وصلات خارجية
- كوني جونسون على موقعبيزبول رفرنس.كوم (الدوري الرئيسي) (الإنجليزية)
- كوني جونسون على موقعبيزبول رفرنس.كوم (الدوري الثانوي) (الإنجليزية)